# 克林頓鎮區 (明尼蘇達州聖路易斯縣)
克林頓鎮區（英語：Clinton Township）是位於美國明尼蘇達州聖路易斯縣的一個行政鎮區。

## 地方資料
克林頓鎮區的面積為87.32平方千米，當中陸地面積為85.84平方千米，而水域面積為1.48平方千米。根據2020年美國人口普查的數據，當地共有人口977人，而人口密度為每平方千米11.19人。